# Hirschův index
Hirschův index (také H-index či h-index) ve scientometrii udává, kolik článků daného autora dosahuje citovanosti vyšší, než je pořadové číslo článku dle počtu citací. Jde o jeden z indexů citačního ohlasu vědeckých článků, publikovaných jedním vědeckým pracovníkem. Oproti prostému citačnímu ohlasu jednotlivého článku jde u H-indexu o určitý hromadný ukazatel citovanosti. Vyšší hodnotu H-indexu má autor, u kterého má „vyšší“ počet článků „vyšší“ citovanost. Ani H-index ovšem nepostihuje mnohé citační artefakty, dané např. častým publikováním prací s mnoha spoluautory, diametrálními citační rozdíly v jednotlivých oborech, atp. Pro jeho užívání a srovnávání, zejména mezi obory, proto platí podobná omezení jako u jiných scientometrických indexů. Korelace pořadí mezi vědeckými oceněními a h-indexem se pohybovala mezi 0,3 a 0,4 do 2010; od doby, kdy se rozšířilo používání h-indexu, se korelace blíží nule.

## Výpočet Hirschova indexu

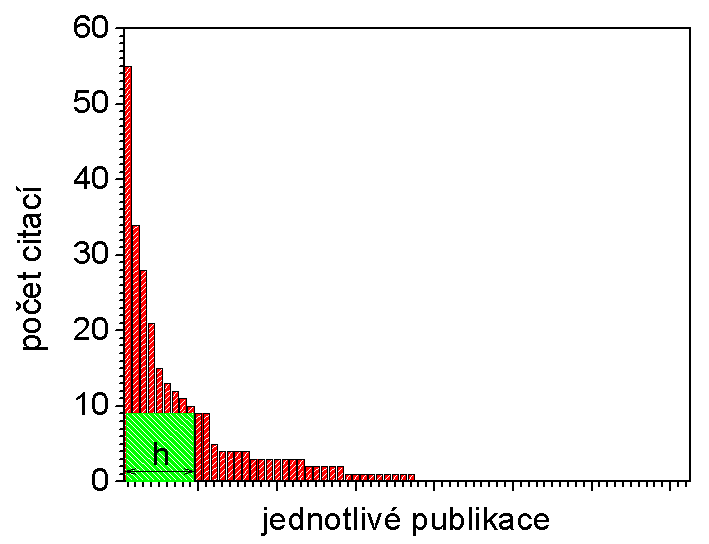
Velikost Hirschova indexu v setříděném grafu počtu citací

Hirschův index jednotlivce je dán citačními ohlasy (indexy) jeho jednotlivých vědeckých prací. Jde o číslo h, označující počet článků mající citační index rovný či vyšší h. Má-li např. devátý nejcitovanější článek autora citační index 10 a desátý článek citační index 8, pak pro daného vědce je Hirschův index h = 9. Lze si jej představit jako stranu největšího celočíselného čtverce, který lze vepsat pod setříděný graf počtu citací.
Zřejmě nejvyšší Hirschův index ve fyzice měl v roce 2005 spoluzakladatel teorie superstrun Edward Witten, jehož h-index byl 110. V roce 2021 měl Michael Grätzel nejvyšší h-index 259 z 1651 publikací. Kromě vysoké publikační aktivity a citovanosti autora je to též míra početnosti a citačních zvyklostí této vědecké komunity. Ošidnost mechanických srovnání dokumentuje, že řada významných matematických fyziků má běžně h-index řádově nižší.[zdroj?] Podle J. Hirsche je roční vzestup indexu h o 1 známkou kvalitní, a zvýšení o 3 pak zcela výjimečné publikační aktivity autora.

## Příklady
U nejcitovanějších vědců v období 1983–2002 identifikoval Hirsch 10 nejlepších v biologických vědách (v pořadí podle klesajícího h): Solomon H. Snyder, h = 191; David Baltimore, h = 160; Robert C. Gallo, h = 154; Pierre Chambon, h = 153; Bert Vogelstein, h = 151; Salvador Moncada, h = 143; Charles A. Dinarello, v = 138; Tadamicu Kišimoto, h = 134; Ronald M. Evans, h = 127; a Ralph L. Brinster, h = 126. Mezi 36 novými členy Národní akademie věd v biologických a biomedicínských vědách v roce 2005 byl medián h-indexu 57. Hirsch však poznamenal, že hodnoty h se budou v různých oborech lišit.

## Porovnání indexu pro různé obory
Hirschův index tedy neřeší srovnání „výkonnosti“ ani „významu“ vědců v různých oborech, neboť ty mají především různý, víceméně charakteristický počet spoluautorů článků. Srovnání indexu h pro obory, odlišné jen typickým počtem spoluautorů, vyžaduje použít hodnotu Hirschova indexu dělenou střední hodnotou počtu spoluautorů článků daného autora. Ani toto normování h-indexu ovšem nezohledňuje další mezioborové rozdíly dané publikačními a citačními zvyklostmi, velikostí oborů, apod.

## Časopisy
Hirschův index lze stanovovat i pro odborné časopisy. Je srovnatelný s impakt faktorem časopisů.

## Zlepšení indexu
K alternativám  h-indexu patří h-frac, což snižuje motivaci k hyperautorství, a indexy založené na PageRanku, které vyvažují sebereferenční charakter ve skupinách vědců.